# Малое Ильино
Малое Ильино — деревня в Кувшиновском районе Тверской области России. Входит в состав Тысяцкого сельского поселения.

## География
Деревня находится на западе центральной части Тверской области, в зоне хвойно-широколиственных лесов, при автодороге 28Н-0863, на расстоянии примерно 8 километров (по прямой) к востоку от Кувшинова, административного центра района. Абсолютная высота — 251 метр над уровнем моря.

### Климат
Климат характеризуется как умеренно континентальный, с прохладным летом и относительно мягкой зимой. Средняя температура воздуха самого холодного месяца (января) — −10 — −9 °C, средняя температура самого тёплого (июля) — 17 — 18°С. Годовое количество атмосферных осадков составляет около 540—750 мм, из которых большая часть выпадает в тёплый период. Среднегодовая скорость ветра варьирует в пределах от 3,5 до 4,2 м/с.

### Часовой пояс
Деревня Малое Ильино, как и вся Тверская область, находится в часовой зоне МСК (московское время). Смещение применяемого времени относительно UTC составляет +3:00.

## Население
| 2008 | 2010 |
| ---- | ---- |
| 3    | ↘0   |